# 浦河赤十字病院
総合病院浦河赤十字病院（そうごうびょういんうらかわせきじゅうじびょういん）は、北海道浦河郡浦河町にある医療機関。日本赤十字社北海道支部が運営する病院である。日高二次保健医療福祉圏（日高振興局管内）の災害拠点病院に指定されている。隣接地に浦河赤十字看護専門学校がある（院長が校長を兼務）。

## 沿革
- 1939年11月3日 - 日本赤十字社北海道支部浦河療院として開院。
- 1948年4月 - 浦河赤十字病院と改称。
- 1952年10月1日 - 浦河町に移管、浦河町立病院と改称。
- 1956年6月 - 日本赤十字社に移管、浦河赤十字病院と改称。
- 1957年 - 総合病院の承認を受ける。
- 1997年12月25日 - 災害拠点病院の指定を受ける[1]。

## 診療科
- 内科
- 小児科
- 外科
- 血管外科
- 整形外科
- 産婦人科
- 耳鼻咽喉科
- 眼科
- 泌尿器科
- 皮膚科
- 精神神経科
- 麻酔科

## 医療機関の指定等
- 保険医療機関
- 救急告示医療機関
- 労災保険指定医療機関
- 災害拠点病院[1]
- 指定自立支援医療機関（更生医療・育成医療）
- 臨床研修指定病院（協力型）
- 精神保健指定医の配置されている医療機関
- 生活保護法指定医療機関
- 結核指定医療機関
- 戦傷病者特別援護法指定医療機関
- 原子爆弾被害者医療指定医療機関
- 第二種感染症指定医療機関

## 近隣の施設
- 北海道浦河高等学校
- 浦河赤十字看護専門学校

## 交通アクセス
- JR北海道バス日勝線日赤前下車。道南バス浦河ターミナル下車。